# Melania Costa
Melania Felicitas Costa Schmid (Palma di Maiorca, 24 aprile 1989) è una nuotatrice spagnola.

## Carriera
Specializzata nello stile libero, è giunta seconda al campionato mondiale di Barcellona 2013 sulla distanza dei 400 metri.

## Palmarès
- Mondiali

Barcellona 2013: argento nei 400m sl.
- Mondiali in vasca corta:

Istanbul 2012: oro nei 400m sl e bronzo nei 200m sl.
- Europei

Londra 2016: argento nella 4x200m sl.
- Europei in vasca corta

Eindhoven 2010: argento nei 400m sl.
Szczecin 2011: argento nei 200m sl, bronzo nei 400m sl e negli 800m sl.
- Giochi del Mediterraneo

Tarragona 2018: argento nei 200m sl, bronzo nella 4x100m sl e nella 4x200m sl.
- Universiadi

Shenzhen 2011: oro nei 200m sl, argento nei 400m sl e nei 1550m sl, bronzo negli 800m sl.